# The Carters
The Carters (стилізовано великими літерами) — американський музичний супердует, що складається зі співачки Бейонсе та репера Jay-Z, які одружені з 2008 року. Їхній перший альбом під назвою Everything Is Love вийшов 16 червня 2018 року і був сертифікований золотим.
Перш ніж офіційно назвати свою співпрацю, дует виступив разом у двох світових турах, On the Run Tour (2014) та OTR II (2018), і випустив низку спільних записів, починаючи з синглу 2002 року «'03 Bonnie & Clyde» з альбому Jay-Z The Blueprint 2: The Gift & The Curse. У наступному році подружжя випустило свій перший сингл номер один «Crazy in Love» з дебютного сольного альбому Бейонсе Dangerously in Love. Дует також співпрацював у написанні пісень, включаючи хіти номер один «Baby Boy», «Savage (Remix)» і «Break My Soul».

## Історія

### Перші колаборації
Після спільної роботи над музичним кліпом на пісню Amil «I Got That» у 2000 році пара продовжила свою першу співпрацю з композицією «'03 Bonnie & Clyde», яка посіла 4 місце в Billboard Hot 100. Дует написав п'ять треків для дебютного альбому Бейонсе, Dangerously in Love, включно з його головним синглом «Crazy in Love», який очолив хіт-паради в США. За цим послідували дві співпраці над її наступним альбомом B'Day 2006 року, який породив їхній сингл «Déjà Vu», який посів 4 місце в США та перше місце у Великобританії.
Після кількох виступів Бейонсе на альбомах Jay-Z Kingdom Come and Watch the Throne дует випустив другий хіт «Drunk in Love». Потім Бейонсе з'явилася у двох піснях у Magna Carta Holy Grail Jay-Z 2013 року. Наступного року пара розпочала свій перший спільний тур On the Run Tour, названим на честь однієї зі спільних композицій із альбому. Пізніше вони випустили дві спільні роботи з DJ Khaled і працювали над The Lion King: The Gift, куратором якого була Бейонсе.

### Everything is Love
У 2014 і 2018 роках The Carters вирушили в два світові тури з On the Run Tour і On the Run Tour II. 16 червня 2018 року під час концерту в Лондоні в рамках туру On the Run II Carters показали прем'єру кліпу на пісню «Apeshit». Після завершення відео на екрані з’явилися слова «ALBUM OUT NOW». Альбом Everything Is Love було випущено ексклюзивно на Tidal для потокового передавання та цифрового завантаження, а потім він став доступним на всіх інших платформах. Альбом отримав позитивні відгуки та дебютував під номером два в Billboard 200. Пізніше альбом був визнаний критиками одним із найкращих альбомів року та отримав премію «Греммі» в номінації Urban Contemporary Album.
У 2020 році Jay-Z став співавтором пісні «Savage (Remix)» Бейонсе та сольного синглу Megan Thee Stallion і Бейонсе «Black Parade». «Savage (Remix)» досяг вершини чартів у Сполучених Штатах, а всі виручені кошти спрямовані на допомогу Г’юстонській організації Bread of Life у боротьбі з COVID-19, яка включає надання понад 14 тонн продовольства та товарів для 500 сімей і 100 людей похилого віку в Г’юстоні щотижня.

## Дискографія

### Студійні альбоми
| Назва              | Відомості                                                                                     | Позиції в чартах | Позиції в чартах | Позиції в чартах | Позиції в чартах | Позиції в чартах | Позиції в чартах | Позиції в чартах | Позиції в чартах | Позиції в чартах | Продажі       | Сертифікації                   |
| Назва              | Відомості                                                                                     | США              | Австралія        | Канада           | Німеччина        | Ірландія         | Нідерланди       | Нова Зеландія    | Швейцарія        | Велика Британія  | Продажі       | Сертифікації                   |
| ------------------ | --------------------------------------------------------------------------------------------- | ---------------- | ---------------- | ---------------- | ---------------- | ---------------- | ---------------- | ---------------- | ---------------- | ---------------- | ------------- | ------------------------------ |
| Everything Is Love | - Випущений: June 16, 2018 - Лейбл: Parkwood, Roc Nation - Формат: CD, стрімінг, завантаження | 2                | 6                | 4                | 23               | 10               | 4                | 12               | 5                | 5                | - США: 70,000 | - RIAA: Золотий - BPI: Срібний |

### Сингли
| Назва     | Рік  | Позиції в чартах | Позиції в чартах | Позиції в чартах | Позиції в чартах | Позиції в чартах | Позиції в чартах | Позиції в чартах | Позиції в чартах | Сертифікації                                     | Альбом             |
| Назва     | Рік  | США              | US R&B/ HH       | Австралія        | Канада           | Ірландія         | Нідерланди       | Швейцарія        | Велика Британія  | Сертифікації                                     | Альбом             |
| --------- | ---- | ---------------- | ---------------- | ---------------- | ---------------- | ---------------- | ---------------- | ---------------- | ---------------- | ------------------------------------------------ | ------------------ |
| «Apeshit» | 2018 | 13               | 9                | 51               | 24               | 33               | 59               | 69               | 33               | - RIAA: Платиновий - BPI: Срібний - MC: Platinum | Everything Is Love |

## Нагороди та номінації
| Рік  | Церемонія                    | Робота             | Номінація                               | Результат |
| ---- | ---------------------------- | ------------------ | --------------------------------------- | --------- |
| 2018 | BBC Radio 1's Teen Awards    | Виконавець         | Best International Group                | Номінація |
| 2018 | 2018 BET Hip Hop Awards      | Everything Is Love | Album of the Year                       | Перемога  |
| 2018 | 2018 BET Hip Hop Awards      | "Apeshit"          | Song of the Year                        | Перемога  |
| 2018 | 2018 BET Hip Hop Awards      | "Apeshit"          | Best Collaboration                      | Перемога  |
| 2018 | Clio Awards                  | "Apeshit"          | Best Music Video                        | Перемога  |
| 2018 | Camerimage Awards            | "Apeshit"          | Best Music Video                        | Номінація |
| 2018 | Camerimage Awards            | "Apeshit"          | Best Cinematography in a Music Video    | Номінація |
| 2018 | iHeartRadio MMVAs            | "Apeshit"          | Fan Fave Video                          | Номінація |
| 2018 | iHeartRadio MMVAs            | "Apeshit"          | Best Direction                          | Номінація |
| 2018 | iHeartRadio MMVAs            | Themselves         | Best Hip Hop Artist or Group            | Номінація |
| 2018 | Hiphop.de Awards             | Themselves         | Best Live Act International             | Перемога  |
| 2018 | Los 40 Music Awards          | "Apeshit"          | International Video of the Year         | Номінація |
| 2018 | MTV Europe Music Awards      | "Apeshit"          | Best Video                              | Номінація |
| 2018 | MTV Europe Music Awards      | Виконавець         | Best Live Act                           | Номінація |
| 2018 | MTV Video Music Awards 2018  | "Apeshit"          | Video of the Year                       | Номінація |
| 2018 | MTV Video Music Awards 2018  | "Apeshit"          | Best Collaboration                      | Номінація |
| 2018 | MTV Video Music Awards 2018  | "Apeshit"          | Best Hip-Hop Video                      | Номінація |
| 2018 | MTV Video Music Awards 2018  | "Apeshit"          | Best Art Direction                      | Перемога  |
| 2018 | MTV Video Music Awards 2018  | "Apeshit"          | Best Choreography                       | Номінація |
| 2018 | MTV Video Music Awards 2018  | "Apeshit"          | Best Cinematography                     | Перемога  |
| 2018 | MTV Video Music Awards 2018  | "Apeshit"          | Best Direction                          | Номінація |
| 2018 | MTV Video Music Awards 2018  | "Apeshit"          | Best Editing                            | Номінація |
| 2018 | Soul Train Music Awards 2018 | "Apeshit"          | Rhythm & Bars Award                     | Номінація |
| 2018 | UK Music Video Awards        | "Apeshit"          | Best International Urban Video          | Номінація |
| 2019 | Grammy Awards                | "Apeshit"          | Best Music Video                        | Номінація |
| 2019 | Grammy Awards                | Everything Is Love | Best Urban Contemporary Album           | Перемога  |
| 2019 | Grammy Awards                | "Summer"           | Best R&B Performance                    | Номінація |
| 2019 | Swedish GAFFA-Prisen         | Виконавець         | Best Foreign Group                      | Номінація |
| 2019 | Swedish GAFFA-Prisen         | "Apeshit"          | International Hit of the Year           | Номінація |
| 2019 | Swedish GAFFA-Prisen         | Everything Is Love | International Album of the Year         | Номінація |
| 2019 | Norwegian GAFFA-Prisen       | Виконавець         | Best Foreign Group                      | Номінація |
| 2019 | Brit Awards 2019             | Виконавець         | International Group                     | Перемога  |
| 2019 | 50th NAACP Image Award       | "Apeshit"          | Outstanding Music Video/Visual Album    | Номінація |
| 2019 | 50th NAACP Image Award       | Everything Is Love | Outstanding Album                       | Номінація |
| 2019 | 50th NAACP Image Award       | Everything Is Love | Outstanding Duo, Group or Collaboration | Номінація |
| 2019 | Billboard Music Awards       | Виконавець         | Top Touring Artist                      | Номінація |
| 2019 | Billboard Music Awards       | Виконавець         | Top Rap Tour                            | Перемога  |
| 2019 | Billboard Music Awards       | Виконавець         | Top R&B Tour                            | Перемога  |